# Сапир (аэродром)
Сапир (ивр. מנחת ספיר‎, также известный как «Эйн-Яхав») — это аэродром, взлетно-посадочная полоса] которого расположена примерно в двух километрах к северо-востоку от посёлка Сапир и примерно в полукилометре к востоку от шоссе Арава. Он находится под юрисдикцией Регионального совета Центральной Аравы и управляется в соответствии с действующей лицензией, выданной Министерством транспорта компании Aya Airlines .
Взлетно-посадочная полоса была построена в 1970 году, регулярные рейсы начались в 1989 году, а после 1991 года аэродром стал использоваться самолетами вместимостью до  9 пассажиров.
В основном на взлетно-посадочной полосе припаркованы небольшие винтовые самолеты, и иногда пилоты радиоуправляемых самолётов проявляют спортивную активность.
В 2008 году они начали продвигать план расширения взлетно-посадочной полосы и превращения ее в небольшой аэропорт уровня 4 (аэропорт для легких и сельскохозяйственных самолетов). Но в 2020 году план был официально отменен от имени округа планирования на юге, отчасти из-за необходимости провести проверку воздействия на окружающую среду, которое вызовет увеличение активности полетов на взлетно-посадочной полосе.

## Галерея
| - Взлётно-посадочная полоса - Спортивные мероприятия на аэродроме - Взлётно-посадочная полоса |